# Elisabeth Alexejewna

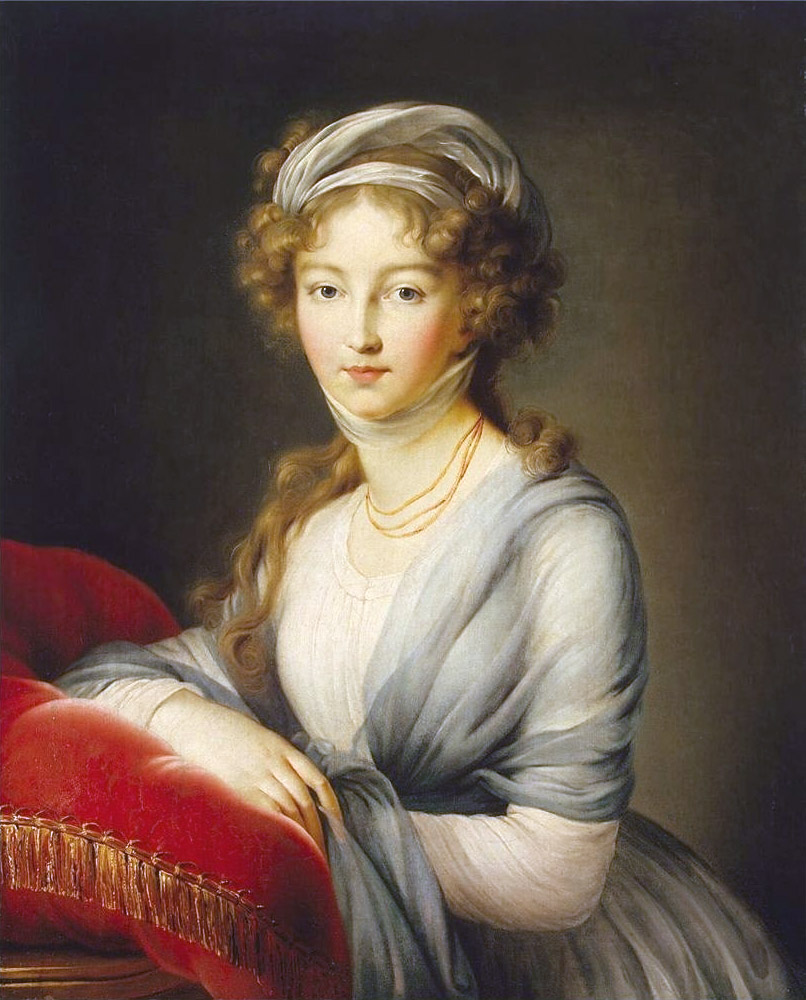
Großfürstin Elisabeth Alexejewna 1795, Elisabeth Vigée-Lebrun, Schloss Wolfsgarten. Dieses Bild schenkte Elisabeth ihrer Mutter Amalie von Baden

Elisabeth Alexejewna (russisch: Jelisawjeta Alexejewna; * 24. Januar 1779 als Luise Marie Auguste Prinzessin von Baden in Karlsruhe; † 4. Maijul. / 16. Mai 1826greg. in Beljow) war seit 1793 Großfürstin von Russland und an der Seite des Kaisers Alexander I. von 1801 bis 1825 Kaiserin von Russland.

## Kindheit und Jugend
Luise war das dritte von acht Kindern des Erbprinzen Karl Ludwig von Baden und seiner Frau Amalie von Hessen-Darmstadt. Zu ihren Geschwistern zählte Friederike Dorothea von Baden, die Gemahlin von König Gustav IV. Adolf von Schweden. Bei ihrer Geburt war Luise klein und schwächlich und die Ärzte fürchteten, dass sie nicht überleben werde.
Luise wuchs in einem warmen und familiären Umfeld auf und war besonders ihrer Mutter zugetan, mit der sie bis an ihr Lebensende einen vertraulichen Briefwechsel pflegen sollte. Sie wurde am badischen Hof sorgfältig erzogen. Sie beherrschte Deutsch und Französisch und erhielt Unterricht in Geschichte, Geographie, Philosophie, sowie französischer und deutscher Literatur. Wegen der großen Nähe Badens zu Frankreich war sie mit der französischen Kultur vertraut. Weil ihr Großvater Karl Friedrich, der regierende Markgraf von Baden, nicht sonderlich reich war, lebte die Familie in – gemessen an fürstlichen Standards – eher bescheidenen Verhältnissen.
Als Luise erst 13 Jahre alt war, wurde bereits über ihre Zukunft entschieden. Kaiserin Katharina die Große suchte eine Frau für ihren ältesten Enkel, den zukünftigen Kaiser Alexander I. und richtete dabei ihr Augenmerk auf die Prinzessinnen von Baden, die Nichten der verstorbenen Großherzogin Natalia Alexejewna (Wilhelmine von Hessen-Darmstadt), der ersten Gattin von Katharinas Sohn und späterem Kaiser Paul, waren. Auf Katharinas Einladung hin reiste Luise mit ihrer jüngeren Schwester Friederike Dorothea im Herbst 1792 nach Sankt Petersburg, wo sie Alexander vorgestellt wurde. Die Kaiserin war von Luises Schönheit, Anmut und Charme beeindruckt und nahm sie in den Katharinenorden auf. Luise wiederum fand Gefallen an Alexander, der groß und gutaussehend war. Der unerfahrene und schüchterne Alexander, der erst 15 Jahre alt war, wusste jedoch nicht, wie er sich Luise gegenüber richtig verhalten sollte, was diese als Ablehnung interpretierte. Bald jedoch kam sich das junge Paar näher, und im Mai 1793 wurden sie verlobt.
Vor der Hochzeit lernte Luise Russisch, konvertierte zum russisch-orthodoxen Glauben und trug fortan den Titel und Namen Großfürstin Elisabeth Alexejewna. Die Hochzeit fand schließlich am 28. Septemberjul. / 9. Oktober 1793greg. in Sankt Petersburg statt. Katharina schrieb darüber in einem Brief an Charles Joseph de Ligne, es sei wie „eine Heirat zwischen Amor und Psyche“. Elisabeth und Alexander waren erst 14 bzw. 15 Jahre alt. Sie zogen sich nach der Eheschließung zu Alexanders Eltern in das Schloss Gattschina zurück.

## Großfürstin von Russland

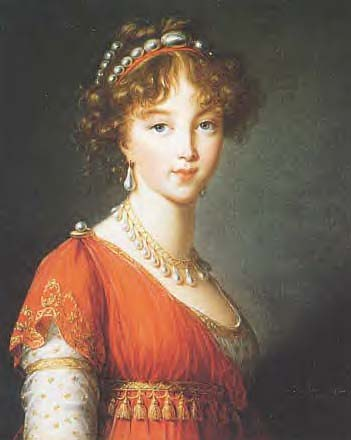
Elisabeth Alexejewna als junge Kaiserin, ein Gemälde von Elisabeth Vigée-Lebrun

Elisabeth Alexejewna war bei ihrer Eheschließung noch sehr jung, scheu und naiv, insgesamt auf ihre neue Rolle schlecht vorbereitet. Sie war überwältigt von der Pracht des russischen Hofs, aber entsetzt über die dortigen mit kalter Berechnung durchgeführten Intrigen. Besonders schockierte sie das ausschweifende Liebesleben der Zarin Katharina. Einer von deren Liebhabern, Platon Alexandrowitsch Subow, versuchte Elisabeth zu verführen.
Elisabeth fühlte sich einsam und hatte Heimweh, besonders nachdem ihre Schwester Friederike nach Baden zurückgekehrt war. Sie fühlte sich verlassen in einer fremden Umgebung, in der sie nie sie selbst sein konnte, nicht einmal unter ihren Dienern und Hofdamen. Allein die Nähe zu Alexander gab ihr Halt. Nur sechs Monate nach der Hochzeit schrieb sie an ihre Mutter: „Ohne meinen Mann, der mich als einziger glücklich macht, wär ich bereits tausend Tode gestorben.“
Die ersten Ehejahre waren relativ glücklich. Die Kaiserin Katharina war aber enttäuscht darüber, dass bis zu ihrem Tod am 17. Novemberjul. / 28. November 1796greg. – nach drei Jahren Ehe – dem jungen Paar noch kein männlicher Thronfolger geboren war. Mit Katharinas Tod bestieg ihr Sohn als Kaiser Paul I. den Thron. Während seiner Herrschaft versuchte Elisabeth, so wenig Zeit wie möglich an Pauls Hof zu verbringen. Sie empfand eine große Abneigung gegen ihren Schwiegervater, seine ungerechte Politik und seinen stumpfsinnigen Charakter.
Bald kam es zu ersten Krisen in der Ehe. Elisabeth fühlte sich von ihrem Mann vernachlässigt. Sie fand zunächst Trost in der Freundschaft zur Gräfin Warwara Golowina (1766–1819). Später wurde ihr ein Verhältnis mit dem polnischen Fürsten Adam Czartoryski nachgesagt, der russischer Außenminister und ein Freund ihres Mannes war. Das Verhältnis dauerte angeblich drei Jahre.
Nach mehr als fünf kinderlosen Ehejahren kam am 18. Maijul. / 29. Mai 1799greg. endlich die erste Tochter des Paares zur Welt, Großfürstin Maria Alexandrowna. Am Hof kursierten Gerüchte, das Kind sei von Czartoryski. Bei der Taufe konnte auch Kaiser Paul seine Bedenken bezüglich der Vaterschaft nicht verbergen: Elisabeth und Alexander waren blond und blauäugig, Haare und Augen des Kindes hingegen dunkel. Kurz darauf wurde Czartoryski ins Ausland versetzt. Das Kind starb bereits im Juli 1800 kurz nach seinem ersten Geburtstag. Aus Briefen an ihre Mutter kann man entnehmen, dass Elisabeth vom Tod ihrer Tochter sehr mitgenommen war.

## Persönlichkeit
Elisabeth war für ihre Schönheit und ihre melodische Stimme bekannt. Ihr ovales Gesicht, ihre feinen Gesichtszüge und blauen Mandelaugen entsprachen dem Schönheitsideal dieser Zeit. Das gelockte blonde Haar trug sie meist offen. Zudem hatte sie eine graziöse und anmutige Haltung.
Sie galt als schüchtern, freundlich, liebenswert und großzügig, las mit Begeisterung und interessierte sich für Kunst. Musikunterricht nahm sie bei Ludwig-Wilhelm Tepper de Ferguson. Trotz ihres starken Charakters lebte sie eher zurückgezogen, nur umgeben von ihren engsten Freundinnen. Ihr zurückhaltendes und introvertiertes Wesen machte sie am russischen Hof nicht sehr beliebt, und in ihrer späteren Position als Zarin war sie selbst nicht glücklich.
Elisabeth liebte Alexander und unterstützte ihn nach Kräften bei persönlichen sowie politischen Krisen, wurde jedoch von ihm vernachlässigt. Emotional empfand das Paar nicht allzu viel füreinander. Beide hatten mit gegenseitigem Einverständnis außereheliche Beziehungen.

## Russische Kaiserin

### Beziehung während Alexanders erster Regierungsjahre

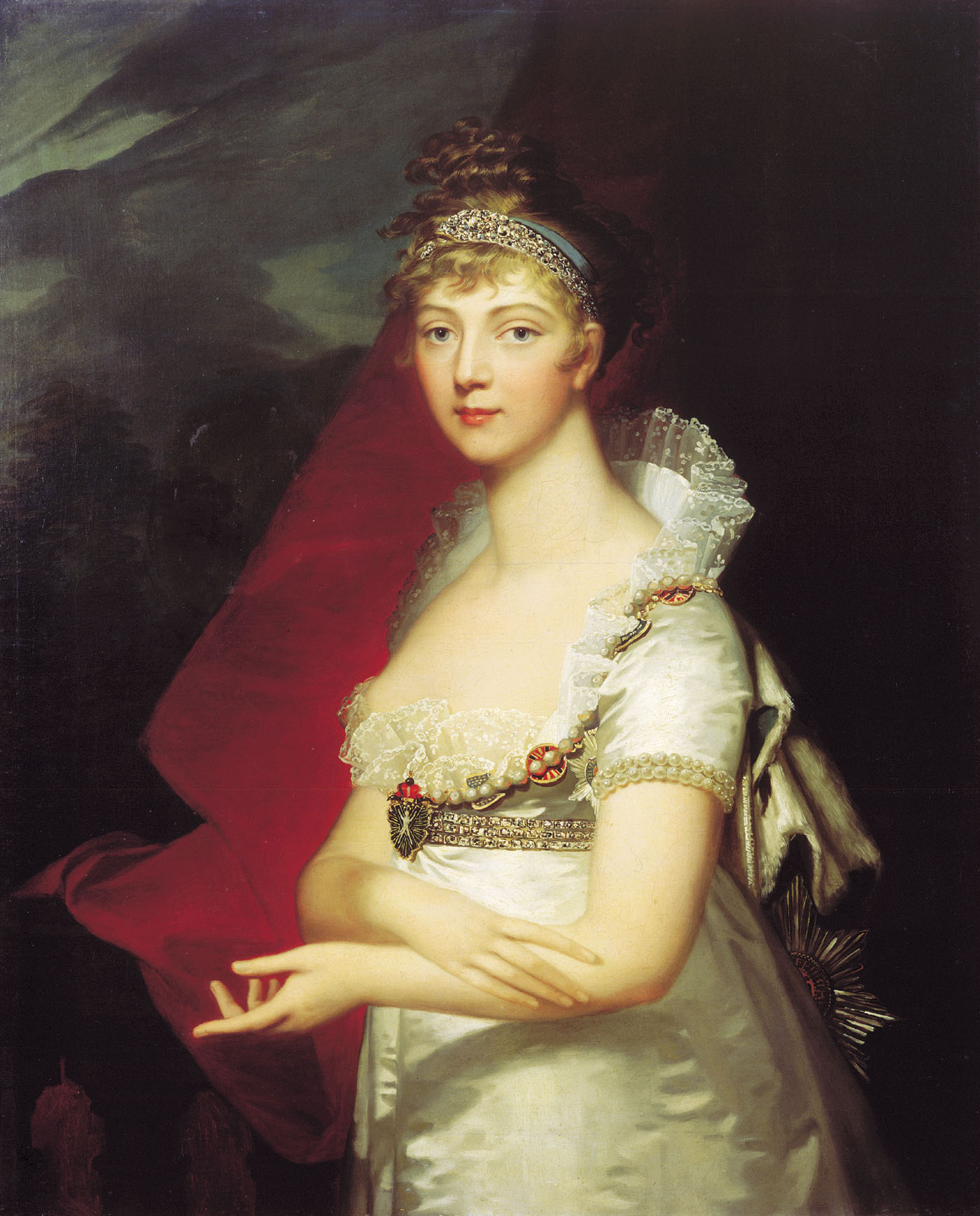
Kaiserin Elisabeth Alexejewna 1807, Gemälde von Jean-Laurent Mosnier

Kaiser Paul I. war auch gegen seine Schwiegertochter äußerst misstrauisch und drohte sie in ein Kloster zu stecken. Anfang März 1801 war Elisabeth gezwungen, ihrem Gatten hinter die Mauern des Michailow-Palastes in Sankt Petersburg zu folgen und wurde wenigstens indirekt Zeugin des Komplotts, dem der Kaiser wegen seiner exzentrischen Politik zum Opfer fiel. Einige Adlige ermordeten ihn am 12. Märzjul. / 24. März 1801greg.. Thronfolger Alexander war entsetzt und wurde in dieser schwierigen Situation von Elisabeth unterstützt. Sie half ihm, über den Schock hinwegzukommen und sich auf seine neue Rolle als Kaiser Alexander I. und den damit verbundenen Aufgaben und Pflichten zu konzentrieren.
Auch Elisabeth übernahm die repräsentativen Pflichten einer Kaiserin, wobei die erste Frau am Hof immer noch ihre Schwiegermutter Maria Fjodorowna war. Diese schritt neben dem Kaiser, während Elisabeth allein hinter ihnen gehen musste. Bei der im September 1801 in Moskau abgehaltenen Krönungszeremonie beachteten Elisabeth und ihr Gemahl genau das überkommene Ritual; so pilgerten sie an das Grab des heiligen Sergius im Troiza-Kloster. Ende Oktober 1801 kehrte das Kaiserpaar nach Sankt Petersburg zurück und war froh, sich nach den Anstrengungen ausruhen zu können.
Alexander I. begann sich einige Zeit danach sichtbar von seiner Gattin abzuwenden und sie abweisend zu behandeln. Er nahm damals nämlich eine Liebesaffäre mit der polnischen Prinzessin Maria Naryschkina wieder auf, die bereits 1799 angefangen hatte, aber zeitweilig unterbrochen worden war. 1803 erwartete Maria Naryschkina ein Kind vom Kaiser, stellte ihre Schwangerschaft bei Hof offen zur Schau und prahlte mit ihrer Beziehung zu Alexander I. Diese Liaison sollte annähernd 19 Jahre dauern. Elisabeth, die sich am Hof und sogar im Verhältnis zu ihrem Gatten von ihrer Schwiegermutter Maria Fjodorowna in den Hintergrund gedrängt sah, hielt Alexanders Mätresse für eine gemeine Dirne, die ihre Ehe ruinieren wollte. Dennoch suchte sie ein gutes Auskommen mit Maria Naryschkina herzustellen und trauerte mit ihrem Gatten, als seine kleine Tochter, die er mit seiner Mätresse hatte, starb. Als der Kaiser nach der österreichisch-russischen Niederlage in der Schlacht bei Austerlitz gegen Napoleon (2. Dezember 1805) nach Sankt Petersburg zurückkehrte, kam es zu einer Regierungskrise. Alexander war deprimiert und Elisabeth suchte seinen Seelenzustand wieder ins Gleichgewicht zu bringen. Der russische Monarch wandte sich aber erneut verstärkt seiner Geliebten Naryschkina zu und französische Zeitungen spotteten, die Kaiserin zeige wenig Ehrgeiz, die Liebe ihres Gemahls wiederzuerobern.
Elisabeth ihrerseits soll zuerst Trost in ihrer Beziehung zu Adam Czartoryski gefunden haben, der inzwischen anlässlich Alexanders Thronbesteigung nach Russland zurückgekehrt war. Diese Affäre habe sie jedoch kurz darauf beendet und sei ein Verhältnis mit dem Stabschef Alexis Ochotnikow eingegangen, der 1807 bei einem Attentat starb. Man ging damals davon aus, dass entweder Alexander I. oder dessen Bruder Großfürst Konstantin den Auftrag dazu gegeben hatte. Auf Geheiß Kaiser Nikolaus’ I. wurden sämtliche Zeugnisse dieser Beziehung, wie Briefe und Tagebücher, nach Elisabeths Tod vernichtet.

Kaiser Alexander I. gestand seinem engen Freund König Friedrich Wilhelm IV. von Preußen, dass diese Ehe wohl für keinen von beiden die Erfüllung gebracht hatte.

Am 3. Novemberjul. / 15. November 1806greg. brachte Elisabeth im Winterpalast zu Sankt Petersburg eine weitere Tochter zur Welt, Großfürstin Elisabeth Alexandrowna. Sie schrieb an ihre Mutter: „Es geht mir gut, meine liebste Mama, und auch meine kleine Elise ist gesund, und sie bittet um Verzeihung, dass sie ein Mädchen und kein Junge wurde.“ Wie schon bei der Geburt der ersten Tochter, kursierten auch dieses Mal Gerüchte bezüglich der Vaterschaft. Es wurde gemutmaßt, dieses Mal sei Ochotnikow der Vater. Nach dessen Tod widmete sich Elisabeth jedenfalls umso mehr ihrer kleinen Tochter, die sie „Elise“ oder „Lisinka“ nannte.
Der von Alexander I. mit Napoleon im Juli 1807 abgeschlossene Frieden von Tilsit stieß beim russischen Adel auf Ablehnung und auch Maria Fjodorowna stellte sich massiv gegen die Außenpolitik ihres Sohns. Elisabeth hingegen verteidigte ihren Gatten und bemerkte in einem Brief erbittert, dass Maria Fjodorowna die Führerin der Rebellen geworden sei, anstatt ihren Sohn zu verteidigen; alle Verwandten hätten den Kaiser verraten.
Am 30. Apriljul. / 12. Mai 1808greg. verstarb auch Elisabeths zweite Tochter im Kleinkindalter von nur 18 Monaten an einer Infektion, die sie sich wohl beim Zahnen zugezogen hatte, und wurde im Alexander-Newski-Kloster beigesetzt. Elisabeth verfiel daraufhin in eine tiefe Depression. Das Ereignis brachte Elisabeth und Alexander zeitweilig einander wieder näher. Allerdings hatten inzwischen beide die Hoffnung auf eine Familie aufgegeben. Nach dem Tod des zweiten Kindes verkündete Alexander, dass er und Elisabeth keine weiteren Kinder haben könnten, da es Gottes Wille sei.

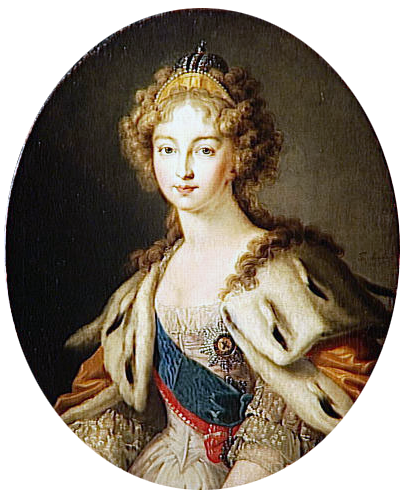
Kaiserin Elisabeth Alexejewna 1814, gemalt von Wladimir Borowikowski

Während Napoleons Russlandfeldzug 1812 war Elisabeth eine wichtige moralische Stütze für ihren Gatten, als sich der französische Vormarsch in der Anfangsphase immer beunruhigender entwickelte. Ihrer Mutter schrieb die Kaiserin in dieser Situation, dass sie für Russland Gefühle wie für ein geliebtes Kind hege, das krank sei; doch Gott werde es nicht verlassen. Elisabeth beeinflusste den zum Mystizismus neigenden Alexander auch, dass er sich in dieser krisenhaften Zeit intensiven religiösen Erbauungen widmete. Nach dem Rückzug der Franzosen aus Russland und der schließlich nahezu vollständigen Niederringung Napoleons zog Alexander am 31. März 1814 an der Spitze der Alliierten in Paris ein; Napoleon dankte kurz darauf ab und ging ins Exil nach Elba. Während der Rückreise aus Paris traf der russische Kaiser in Bruchsal, der Residenz der badischen Markgrafenfamilie, seine Gattin Elisabeth wieder. Das Herrscherpaar begab sich dann nach Sankt Petersburg zurück und untersagte die Abhaltung von Siegesparaden.

### Teilnahme am Wiener Kongress; Rolle während Alexanders späterer Regierungszeit

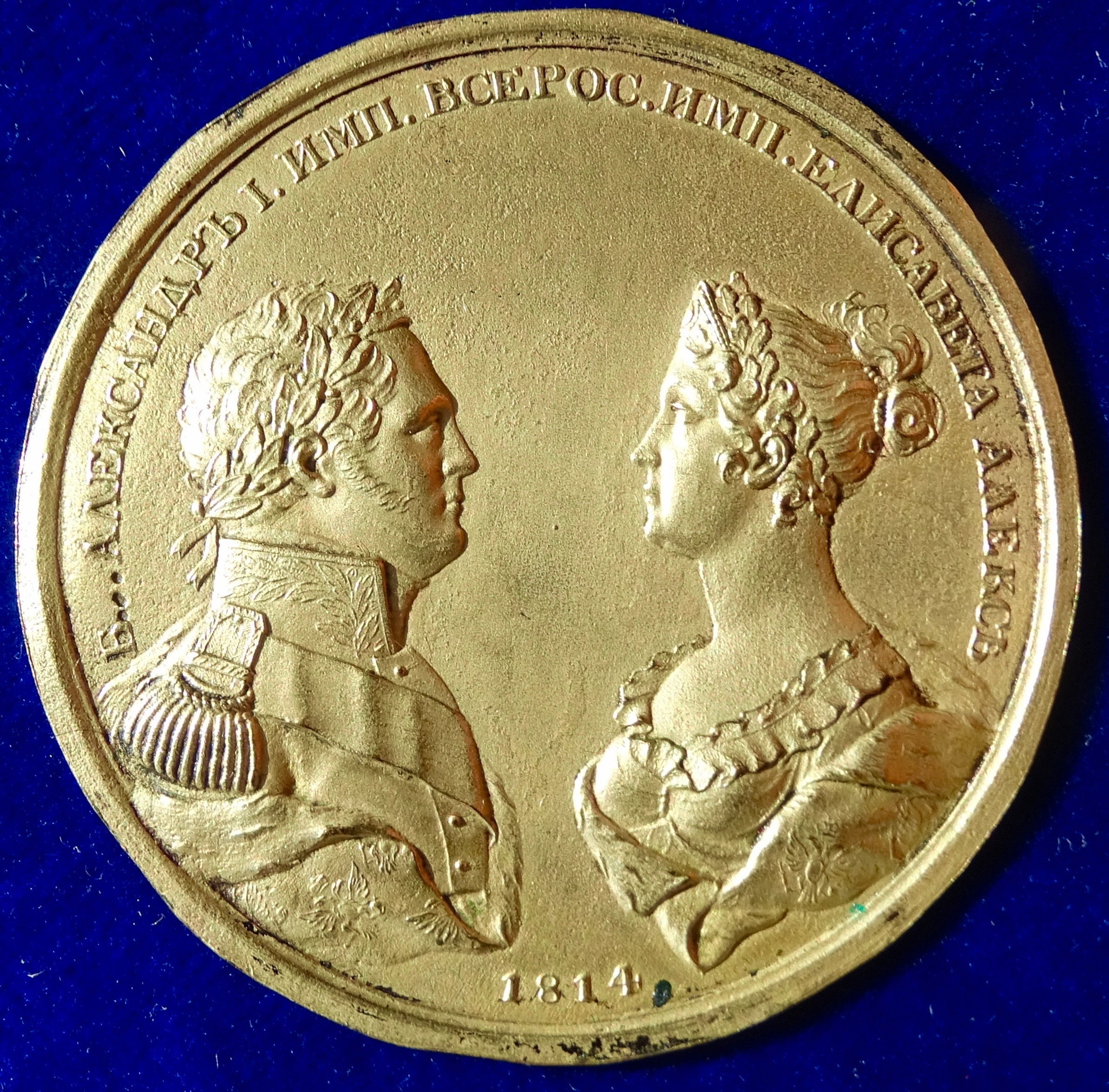
Elisabeth mit Alexander auf dem Wiener Kongress 1814. Klischee-Medaille von Leopold Heuberger Wien

Elisabeth begleitete ihren Gemahl, als er sich nach Vorbereitungen auf den Wiener Kongress am 20. September 1814 mit zahlreichen Beratern auf den Weg in die österreichische Hauptstadt machte, wo er am 25. September eintraf. Sie selbst kam erst am 27. September nach Wien und bezog ein Quartier in der Hofburg. Zu ihrer Begleitung gehörte die Hofdame Fräulein Roxandra.
Während der sich monatelang dahinziehenden politischen Verhandlungen am Wiener Kongress spielte Elisabeth ihren gesellschaftlichen Part und unterstützte die Interessen ihrer in Wien befindlichen Schwägerinnen Anna, Katharina und Maria, von denen die ersteren beiden mit Wilhelm von Oranien-Nassau bzw. dem württembergischen Kronprinzen Wilhelm verheiratet werden sollten. Die russische Kaiserin musste wegstecken, dass Alexander seine Aufmerksamkeit auch der ebenfalls nach Wien gereisten Maria Naryschkina schenkte, außerdem zwei politischen Kurtisanen, der russischen Aristokratin Katharina Bagration und der Herzogin Wilhelmine von Sagan. Elisabeth ihrerseits traf Adam Czartoryski wieder, die alte Leidenschaft zwischen ihnen flammte wieder kurzzeitig auf.
Napoleons Rückkehr von Elba Anfang März 1815 beschleunigte die Verhandlungen am Wiener Kongress. Während Alexander bis Ende Mai 1815 in Wien verweilte, reiste seine Gemahlin nach Bayern, wo sich das Paar in München wieder traf. Nach einigen Tagen gemeinsam verlebter Zeit blieb Elisabeth vorläufig in München; ihr Gemahl reiste hingegen nach Heilbronn weiter und begegnete dort der schwärmerischen Bußpredigerin Juliane von Krüdener, die ihn in seinem mystischen Glauben an seine europäische Sendung bestärkte und an seinem Vertragsentwurf für die Heilige Allianz mitwirkte. Danach verlor Frau von Krüdener aber ihren Einfluss auf den Kaiser.
Nach dem Friedensschluss mit Frankreich gründete Elisabeth eine Betreuungsanstalt für junge Kriegswaisen. Da die Kräfte Alexanders in den nächsten Jahren nachließen, musste sie neben der alternden Maria Fjodorowna stärker als zuvor in der Öffentlichkeit in Erscheinung treten. Alexander beendete 1818 seine langdauernde Beziehung mit Maria Naryschkina. Seitdem begann das Kaiserpaar, wieder mehr Zeit miteinander zu verbringen. Elisabeth gab ihrem Mann seelische Unterstützung, als dessen von ihm sehr geliebte außereheliche Tochter Sophia starb.
1816 hatten Alexanders Schwestern Anna und Katharina den niederländischen Thronfolger Wilhelm von Oranien bzw. den württembergischen Kronprinzen Wilhelm geheiratet und 1817 hatte Alexanders Bruder Nikolaus die preußische Prinzessin Charlotte geehelicht. Elisabeth besuchte in den folgenden Monaten an der Seite ihres Gatten und ihrer Schwiegermutter die Verwandten in Baden, Stuttgart, Weimar und Berlin. Alexander war nach seiner Rückkehr nach Russland rastlos und unzufrieden und dann über den plötzlichen Tod seiner Schwester Katharina († 9. Januar 1819) niedergeschmettert. Diese Entwicklung ihres Gatten verfolgte die noch in Baden zurückgebliebene Elisabeth sehr besorgt.

## Letztes Zusammenleben mit Alexander und Tod

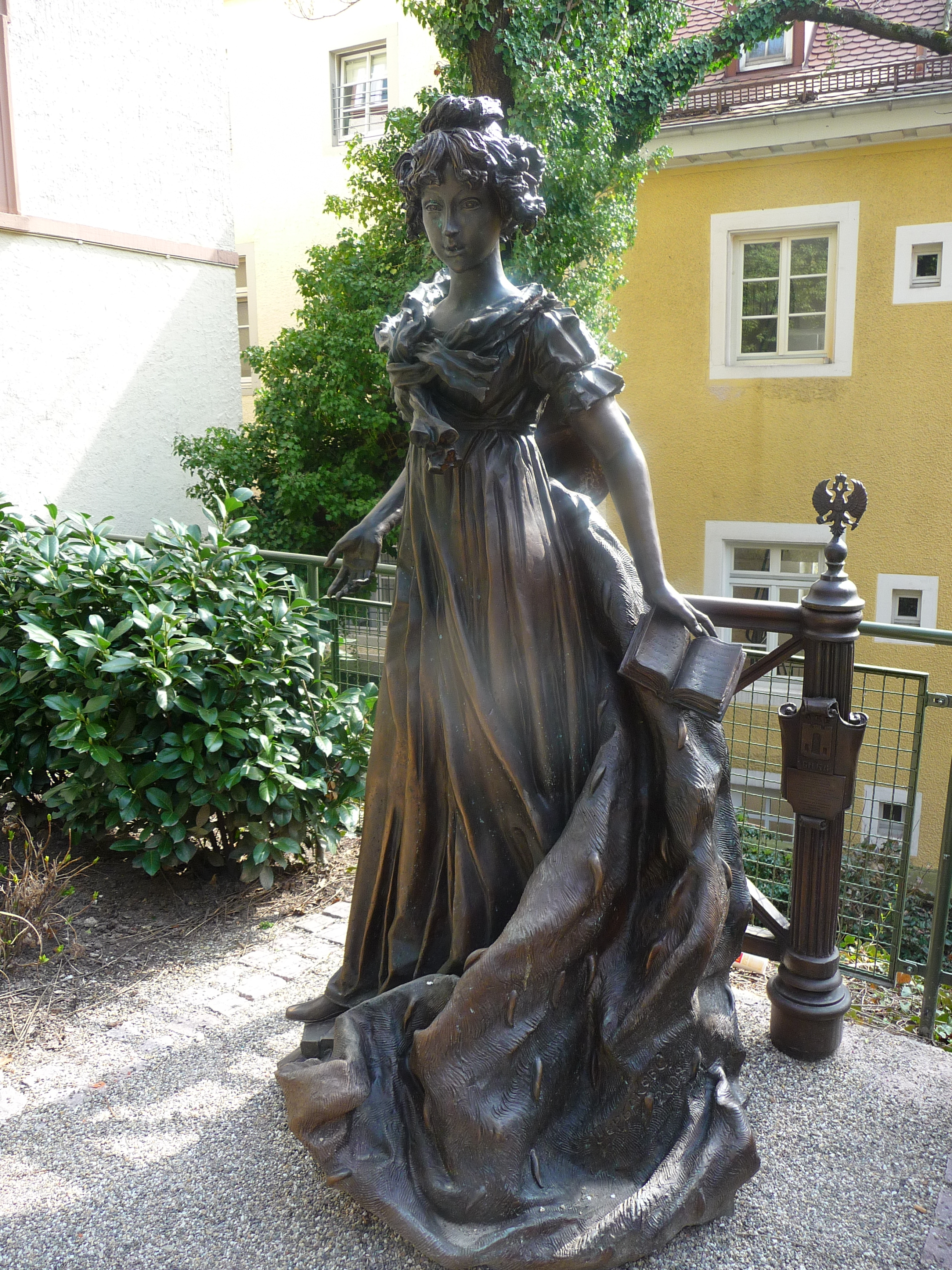
Skulptur, aufgestellt am 27. Mai 2008 in Baden-Baden

Als sich Alexanders jüngster Bruder Michail 1824 mit der Prinzessin Charlotte von Württemberg vermählte, waren dieser jungen Frau sowohl Elisabeth als auch ihr Gemahl sehr zugetan. Charlottes freundliches Wesen trug zu einer weiteren Annäherung des Kaiserpaars bei. Damals erkrankte Alexander schwer und wurde von seiner Gemahlin hingebungsvoll gepflegt. Doch 1825 begann sich auch Elisabeths Gesundheit zu verschlechtern, was sich in Form eines Lungenleidens und einer Nervenkrankheit zeigte. Die Ärzte rieten ihr zu einem längeren Aufenthalt in der südlich gelegenen Stadt Taganrog am Asowschen Meer, wo ein milderes Klima herrschte. Damit sie sich schonen konnte, reiste Elisabeth getrennt von ihrem Gemahl langsamer nach Taganrog und traf dort zehn Tage nach ihm am 23. Septemberjul. / 5. Oktober 1825greg. ein. Da Taganrog über keinen Palast verfügte, quartierte sich das Kaiserpaar in einem einfacheren Haus ein. Es genoss jedoch die bescheidene und intime Atmosphäre, und Elisabeth war glücklich, einmal unbeschwert und frei von Konventionen mit ihrem Ehemann leben zu können. Am 5. Novemberjul. / 17. November 1825greg. kehrte Alexander von einer Reise auf die Krim nach Taganrog zurück. Er hatte sich dort eine Erkältung zugezogen, die bald zu Typhus ausartete. Elisabeth tat ihr Möglichstes, um sich mit Unterstützung der Ärzte um ihren Gemahl zu kümmern. Am 19. Novemberjul. / 1. Dezember 1825greg. erlag er jedoch der Krankheit und starb in Elisabeths Anwesenheit, die über seinen Tod tief erschüttert war.
Die nächsten eineinhalb Monate verbrachte die nun zur Kaiserwitwe gewordene Elisabeth mit dem Beten am Sarg des Verstorbenen. Sie schrieb ihrer Mutter, dass sie ihrem Gatten, der ihr Lebensinhalt gewesen sei, bald in den Tod zu folgen wünsche. Wegen ihrer angeschlagenen Gesundheit vermochte sie nicht die Leitung der Vorbereitungen zur Überführung ihres Gemahls nach Sankt Petersburg zu übernehmen, wo der Leichnam am 13. Märzjul. / 25. März 1826greg. ankam. Elisabeth fühlte sich erst Anfang Mai 1826 in der Lage, aus Taganrog abzureisen. Unterwegs ging es ihr so schlecht, dass sie eine Pause in der Stadt Beljow einlegen musste. Bald sollte sie die ihr entgegenreisende Maria Fjodorowna treffen, doch ehe diese Begegnung zustande kam, fand eine Kammerzofe am frühen Morgen des 4. Maijul. / 16. Mai 1826greg. Elisabeth tot in ihrem Bett. Sie war wohl an Herzversagen gestorben.
Nach Elisabeth Alexejewna ist die Elizabetes iela in Riga und die Staniza Jelisawetinskaja bei Krasnodar benannt.

## Nachkommen
Alexander I. und Elisabeth Alexejewna hatten zwei Töchter, von denen beide in früher Kindheit verstarben:
- Maria Alexandrowna (* 18. Maijul. / 29. Mai 1799greg. in Sankt Petersburg; † 26. Junijul. / 8. Juli 1800greg. ebenda)
- Elisabeth Alexandrowna (* 3. Novemberjul. / 15. November 1806greg. in Sankt Petersburg; † 30. Apriljul. / 12. Mai 1808greg. ebenda)

## Vorfahren
|  |                                                        |  |  |  |  |  |  |  |  |  |  |  |  |
|  | Friedrich Erbprinz von Baden (1703–1732)               |  |  |  |  |  |  |  |  |  |  |  |  |
|  |                                                        |  |  |  |  |  |  |  |  |  |  |  |  |
|  |                                                        |  |  |  |  |  |  |  |  |  |  |  |  |
|  | Karl Friedrich Großherzog von Baden (1728–1811)        |  |  |  |  |  |  |  |  |  |  |  |  |
|  |                                                        |  |  |  |  |  |  |  |  |  |  |  |  |
|  |                                                        |  |  |  |  |  |  |  |  |  |  |  |  |
|  | Anna von Nassau-Dietz-Oranien (1710–1777)              |  |  |  |  |  |  |  |  |  |  |  |  |
|  |                                                        |  |  |  |  |  |  |  |  |  |  |  |  |
|  |                                                        |  |  |  |  |  |  |  |  |  |  |  |  |
|  | Karl Ludwig von Baden (1755–1801)                      |  |  |  |  |  |  |  |  |  |  |  |  |
|  |                                                        |  |  |  |  |  |  |  |  |  |  |  |  |
|  |                                                        |  |  |  |  |  |  |  |  |  |  |  |  |
|  | Ludwig VIII. Landgraf von Hessen-Darmstadt (1691–1768) |  |  |  |  |  |  |  |  |  |  |  |  |
|  |                                                        |  |  |  |  |  |  |  |  |  |  |  |  |
|  |                                                        |  |  |  |  |  |  |  |  |  |  |  |  |
|  | Karoline Luise von Hessen-Darmstadt (1723–1783)        |  |  |  |  |  |  |  |  |  |  |  |  |
|  |                                                        |  |  |  |  |  |  |  |  |  |  |  |  |
|  |                                                        |  |  |  |  |  |  |  |  |  |  |  |  |
|  | Charlotte von Hanau-Lichtenberg (1700–1726)            |  |  |  |  |  |  |  |  |  |  |  |  |
|  |                                                        |  |  |  |  |  |  |  |  |  |  |  |  |
|  |                                                        |  |  |  |  |  |  |  |  |  |  |  |  |
|  | Luise von Baden                                        |  |  |  |  |  |  |  |  |  |  |  |  |
|  |                                                        |  |  |  |  |  |  |  |  |  |  |  |  |
|  |                                                        |  |  |  |  |  |  |  |  |  |  |  |  |
|  | Ludwig VIII. Landgraf von Hessen-Darmstadt (1691–1768) |  |  |  |  |  |  |  |  |  |  |  |  |
|  |                                                        |  |  |  |  |  |  |  |  |  |  |  |  |
|  |                                                        |  |  |  |  |  |  |  |  |  |  |  |  |
|  | Ludwig IX. Landgraf von Hessen-Darmstadt (1719–1790)   |  |  |  |  |  |  |  |  |  |  |  |  |
|  |                                                        |  |  |  |  |  |  |  |  |  |  |  |  |
|  |                                                        |  |  |  |  |  |  |  |  |  |  |  |  |
|  | Charlotte von Hanau-Lichtenberg (1700–1726)            |  |  |  |  |  |  |  |  |  |  |  |  |
|  |                                                        |  |  |  |  |  |  |  |  |  |  |  |  |
|  |                                                        |  |  |  |  |  |  |  |  |  |  |  |  |
|  | Amalie von Hessen-Darmstadt (1754–1832)                |  |  |  |  |  |  |  |  |  |  |  |  |
|  |                                                        |  |  |  |  |  |  |  |  |  |  |  |  |
|  |                                                        |  |  |  |  |  |  |  |  |  |  |  |  |
|  | Christian III. von Pfalz-Zweibrücken (1674–1735)       |  |  |  |  |  |  |  |  |  |  |  |  |
|  |                                                        |  |  |  |  |  |  |  |  |  |  |  |  |
|  |                                                        |  |  |  |  |  |  |  |  |  |  |  |  |
|  | Karoline von Pfalz-Zweibrücken (1721–1774)             |  |  |  |  |  |  |  |  |  |  |  |  |
|  |                                                        |  |  |  |  |  |  |  |  |  |  |  |  |
|  |                                                        |  |  |  |  |  |  |  |  |  |  |  |  |
|  | Karoline von Nassau-Saarbrücken (1704–1774)            |  |  |  |  |  |  |  |  |  |  |  |  |
|  |                                                        |  |  |  |  |  |  |  |  |  |  |  |  |
|  |                                                        |  |  |  |  |  |  |  |  |  |  |  |  |

Anmerkung: Durch innerfamiliäre Heiraten sind Landgraf Ludwig VIII. von Hessen-Darmstadt und seine Frau Charlotte gleich zweifache Urgroßeltern von Luise.